# The Legend of Zelda: Tears of the Kingdom
The Legend of Zelda: Tears of the Kingdom is een actieavonturen-computerspel ontwikkeld door Nintendo EPD, onder leiding van Eiji Aonuma. Het spel is uitgekomen op 12 mei 2023 voor de Nintendo Switch.

## Plot
Meesterschurk Ganon is ontwaakt uit de diepste grotten van Hyrule en ontnam daarbij Links krachten. Om zijn krachten terug te krijgen moet Link alle tempels bezoeken om hiermee Zelda te helpen, en uiteindelijk het koninkrijk Hyrule te bevrijden van de duistere krachten.

### Samenvatting

#### Vroeger
Prinses Zelda ontwaakt in een Hyrule dat ze niet herkent, wakkergemaakt door Koning Rauru en zijn vrouw Sonia. Zij stellen zich voor als de stichters van Hyrule en Zelda concludeert dat ze in het verre verleden is beland. De traanvormige steen die ze voor haar tijdreis vond blijkt een bijzonder artefact dat iemands persoonlijke kracht versterkt, maar die persoon zal het wel moeten leren gebruiken. Als Zelda nu niet weet hoe ze moet tijdreizen, is de enige andere manier het gebruik van verboden zwarte magie genaamd dracomorfose (draconification). Bij de transformatie tot eeuwig levende draak gaan de identiteit en zelfbewustzijn verloren.
Ganondorf, de patriarch van de Gerudo's, lokt Sonia in de val en vermoord haar, waarna hij haar steen steelt. Door de steen verandert hij in de demonenkoning (Demon King) en hij overspoelt Hyrule met monsters. Rauru vraagt vier leiders van verschillende volkeren om hulp en hij schenkt hen ieders een steen. Samen met Mineru (Rauru's oudere zus) en Zelda vormen zij de zes Wijzen. Zij kunnen niet op tegen het kwaad en Rauru ziet geen andere keuze dan zichzelf samen met Ganondorf te verzegelen.
Omdat Zelda weet dat het zegel in de toekomst zal breken, verzoekt ze de andere Wijzen om hun stenen over te dragen aan hun afstammelingen op het moment dat het kwaad herrijst. Bij de Tempel des Tijds (Temple of Time) verschijnt een kapot Meesterzwaard (Master Sword) voor haar en zij weet wat haar te doen staat. Ze slikt haar steen in en transformeert in een lichtdraak.

#### Heden
Na de gebeurtenissen uit Breath of the Wild werken de inwoners van Hyrule aan de wederopbouw. Link en Prinses Zelda onderzoeken de nieuw ontdekte grotten onder het kasteel, waar ze muurschilderingen van de Zonai vinden die een verhaal vertellen over een groot slagveld. Ze dalen verder af en zien hoe een gemummificeerde Ganondorf tot leven komt, die hen vervolgens aanvalt. Het Meesterzwaard versplintert en Links arm raakt geïnfecteerd. Ganondorf zorgt er met zijn krachten voor dat Kasteel Hyrule (Hyrule Castle) begint op te stijgen en laat de boel ondergronds instorten, waarna het tweetal in het diepe valt. Zelda verdwijnt, Link wordt gered door een mysterieuze arm. Wanneer Link ontwaakt blijk hij op een zogenoemde Hemeleiland (Sky Island) te zijn en ontmoet hij de geest van Zonai-leider Rauru. Hij vertelt Link dat hij zijn rechterarm heeft afgestaan om Links geïnfecteerde arm te vervangen.
Terug in Hyrule blijkt iedereen in rep en roer te zijn door de Ontwrichting (Upheaval) en stuurt Purah hem naar vier locaties om vreemde gebeurtenissen te onderzoeken. In Goron-stad (Goron Village) zorgt een gehersenspoelde Yunobo er voor dat alle inwoners verslaafd zijn aan steenbouten, Rito-dorp (Rito Village) wordt geteisterd door een onophoudelijke sneeuwstorm, de Zora-rivier (Zora River) is vervuild door een stroom slijk dat uit de lucht komt vallen en Gerudo-woestijn (Gerudo Desert) wordt aangevallen door vijanden, genaamd Gibdos, tijdens een ongebruikelijke zandstorm. Link werkt samen met Goron Yunobo (nadat hij zijn hersenspoeling opheft), Rito Tulin (zoon van Teba), Zora Sidon en Gerudo Riju om de veroorzakers van alle ellende uit te roeien. De helpers blijken elk een afstammeling van een Wijze en krijgen elk een traanvormige steen van hun voorouders.
Link bemachtigt het Meesterzwaard en vertrekt naar Kasteel Hyrule. Ganondorf stuurt eerst zijn leger op hem af, waarna hij zelf het gevecht aangaat. Net voor de genadeklap slikt Ganondorf zijn steen in en verandert in een Demonendraak in een laatste poging Link te verslaan. Met de hulp van Zelda als Lichtdraak lukt het Link om Ganondorf te verslaan en transformeert Zelda terug naar haar oorspronkelijke gedaante.

## Gameplay

Een Nintendo Switch in het thema van Tears of the Kingdom.

De gameplay in Tears of the Kingdom bouwt verder op die van voorganger Breath of the Wild. De open wereld is vergroot met nieuwe tempels, grotten en hemeleilanden die verkend kunnen worden. Ook beschikt Link nu over nieuwe vaardigheden, zoals terugspoelen (rewind), hechten (fuse), ultrahand en plafondduiken (ascend). Met deze vaardigheden kan Link objecten samenvoegen, om zo een nieuw voertuig of voorwerp te bouwen, en hiermee naar een nieuw gedeelte van de spelwereld te komen. Met de andere vaardigheden is het mogelijk om bijvoorbeeld vallende objecten terug te brengen naar hun oorspronkelijke plek, en met plafondduiken kan Link zich snel in een grot omhoog verplaatsen.

## Ontwikkeling
De ontwikkeling van The Legend of Zelda: Tears of the Kingdom begon nadat die van The Legend of Zelda: Breath of the Wild was afgerond. Tijdens de E3 2019 Nintendo Direct werd met een korte trailer het toen nog naamloze vervolg op Breath of the Wild aangekondigd. In de E3 2021 Nintendo Direct onthulde Nintendo met een nieuwe trailer een aantal verhaal- en spelelementen.
In maart 2022 kondigde Eiji Aonuma aan dat de game was uitgesteld tot het tweede kwartaal van 2023. In de Nintendo Direct van 13 september 2022 werd meer informatie bekendgemaakt, waaronder de releasedatum en de titel van het spel.
Op 28 maart 2023 toonde Aonuma een demonstratie van de gameplay, met onder meer uitleg over de hemeleilanden (sky islands), evenals Links nieuwe vaardigheden, zoals terugspoelen, hechten, ultrahand en plafondduiken.

## Ontvangst
| Recensiescore       | Recensiescore |
| Recensieverzamelaar | Score         |
| ------------------- | ------------- |
| Metacritic          | 97%           |
| Publicist           | Score         |
| Destructoid         | 10            |
| Eurogamer           | 4/5           |
| Game Informer       | 9,75          |
| GameSpot            | 10            |
| IGN                 | 10            |
| Nintendo Life       | 10            |
| Power Unlimited     | 9,5           |

Tears of the Kingdom ontving zeer positieve recensies. Men prees de toevoeging van de uitgestrekte hemeleilanden en grotten. Ook het nieuwe element om zelf voertuigen en wapens in de spelwereld te bouwen, en daarmee te experimenteren werd als zeer positief gezien.
Enige kritiek was er op de prestaties van het spel, die de Switch tegen zijn maximale kunnen zou laten draaien. Zo zakte het aantal beelden per seconde bij drukke gevechten en locaties. Volgens GameSpot zijn deze momenten echter klein en tijdelijk van aard.
Op Metacritic, een recensieverzamelaar, heeft het spel een score van 96%.

## Speciale edities
Er verscheen eind april 2023 een oled-model van de Nintendo Switch onder de titel Tears of the Kingdom Edition. De spelconsole heeft qua uiterlijk het thema van het spel. Er werden ook bijbehorende accessoires in het thema uitgebracht, zoals een Switch Pro Controller en etui.
Er is voor de Switch ook een gelimiteerde editie verschenen. Deze set bevat het spel, een artbook en steelbook, een set van vier speldjes en een stalen poster.